# Kalva (ort)
Kalva (ryska: Кялва) är en ort i Azerbajdzjan.   Den ligger i distriktet Ağsu Rayonu, i den centrala delen av landet, 120 km väster om huvudstaden Baku. Kalva ligger 889 meter över havet och antalet invånare är 3 772.
Terrängen runt Kalva är huvudsakligen kuperad, men norrut är den bergig. Terrängen runt Kalva sluttar söderut. Närmaste större samhälle är Shamakhi, 17,1 km sydost om Kalva.
Trakten runt Kalva består till största delen av jordbruksmark. Runt Kalva är det ganska glesbefolkat, med 31 invånare per kvadratkilometer.